# Герб Обухівського району
Герб Обухівського району — офіційний символ Обухівського району, затверджений 24 січня 2003 р. рішенням сесії районної ради.

## Опис
На синьому щиті двадцятипроменева червона зірка, обтяжена золотим колесом.